# Fuck friend
Pour les articles homonymes, voir FF.
 (octobre 2011).
Un « fuck friend », ou « FF », littéralement « ami à baiser », est une expression désignant un partenaire, souvent un ami ou un collègue, avec lequel il existe une relation qui n'est basée que sur l'attirance physique et les besoins sexuels des deux partenaires. Cette relation peut être transitoire entre deux amours ou permanente selon les désirs. Elle permet, entre autres
, d'épanouir sa sexualité sans rien attendre en retour. Parfois, les fuck friends sont deux amants qui étaient auparavant en couple, et qui aimaient leur relation de couchette.
Le terme « fuck friend » peut aussi désigner la pratique d'avoir un partenaire de type « fuck friend ».

## Origine
Le fuck friend est un terme qui a commencé à être utilisé au début des années 2000 avec l'hypersexualisation de la société. Auparavant, il était rare d'en entendre parler, puisque la sexualité était un sujet plutôt tabou, mais cette pratique existait déjà. Cette pratique tend à assurer des plaisirs communs sans s'impliquer émotivement chacun.

## Inconvénients
Deux problèmes principaux peuvent survenir lors d'une relation fuck friend :
1. un des partenaires tombe amoureux de l'autre, et espère donc davantage du fuck friend
2. un des partenaires tombe amoureux d'une autre personne et souhaite cesser la fréquentation du fuck friend